# Monte Corno - Monte Sammucro
Monte Corno - Monte Sammucro este o arie protejată (arie specială de conservare — SAC, sit de importanță comunitară — SCI) din Italia întinsă pe o suprafață de 1.356 ha, integral pe uscat.

## Localizare
Centrul sitului Monte Corno - Monte Sammucro este situat la coordonatele 41°29′05″N 14°00′49″E / 41.484722°N 14.013611°E.

## Înființare
Situl Monte Corno - Monte Sammucro a fost declarat sit de importanță comunitară în septembrie 1995 pentru a proteja 16 specii de animale. Situl a fost protejat și ca arie specială de conservare în martie 2017.

## Biodiversitate
Situată în ecoregiunea mediteraneană, aria protejată conține 4 habitate naturale: Pseudostepă cu ierburi și specii anuale de Thero-Brachypodietea, Păduri de fag din Apenini cu Taxus și Ilex, Tufărișuri termo-mediteraneene și de pre-deșert, Pajiști uscate seminaturale și facies de acoperire cu tufișuri pe substraturi calcaroase (Festuco-Brometalia) (* situri importante pentru orhidee).
La baza desemnării sitului se află mai multe specii protejate:
- păsări (10): potârnichea de stâncă (Alectoris graeca saxatilis), caprimulg (Caprimulgus europaeus), șerpar (Circaetus gallicus), corb (Corvus corax), Falco biarmicus, șoim călător (Falco peregrinus), gaia neagră (Milvus migrans), gaia roșie (Milvus milvus), viespar (Pernis apivorus), Pyrrhocorax pyrrhocorax
- mamifere (5): lupul (Canis lupus), liliac cu picioare lungi (Myotis capaccinii), liliacul mediteranean cu potcoavă (Rhinolophus euryale), liliacul mare cu potcoavă (Rhinolophus ferrumequinum), liliacul mic cu potcoavă (Rhinolophus hipposideros)
- nevertebrate (1): Melanargia arge

Pe lângă speciile protejate, pe teritoriul sitului au mai fost identificate 16 specii de plante, 3 specii de mamifere.